# چارلز آیزنشتاین
چارلز آیزنشتاین (انگلیسی: Charles Eisenstein; ۱۹۶۷ (۵۷–۵۸ سال) – ) مؤلف، فعال جنبش زیست‌محیطی سخنرانی عمومی اهل ایالات متحده آمریکا بود.